# L’Anse aux Meadows

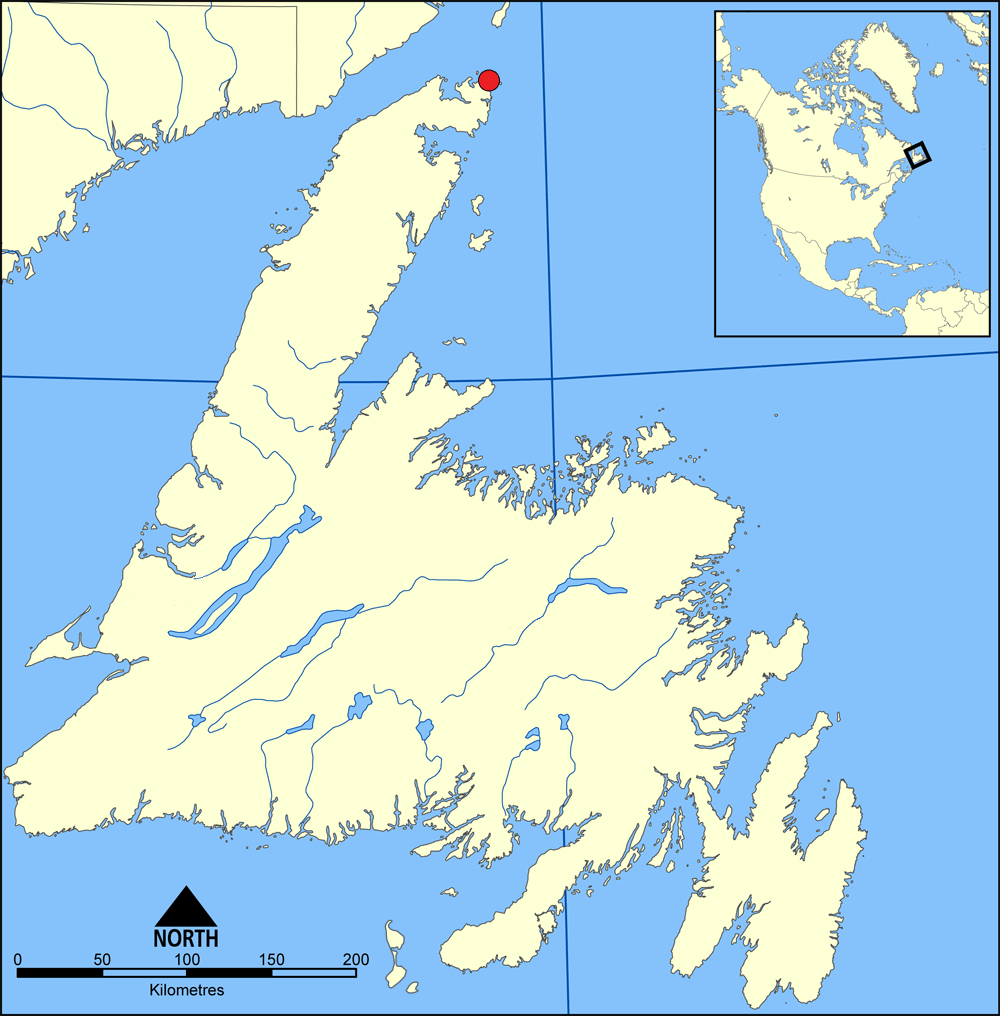
Lage der Siedlung auf Neufundland

L’Anse aux Meadows (Aussprache [ˌlænsoʊ̯ˈmɛdoʊ̯z]) ist eine archäologische Fundstätte an der Nordspitze der kanadischen Insel Neufundland: die einzige sicher nachgewiesene isländisch-grönländische Siedlung in Nordamerika. Sie bestand ab 1021 für wenige Jahre.
Ihre Entdeckung durch das norwegische Archäologenpaar Helge und Anne Stine Ingstad im Jahr 1961 bewies, dass die isländischen Vinland-Sagas rund um Leif Eriksson im Kern auf historische Ereignisse zurückgehen und nordeuropäische Seefahrer („Wikinger“) tatsächlich bereits im 11. Jahrhundert Nordamerika erreichten.
Der Ortsname ist eine französisch-englische Mischform, wie sie häufig im östlichen Kanada vorkommt, und bedeutet so viel wie „Die Bucht bei den Wiesen“ (französisch anse ‚Bucht‘, englisch meadow ‚Wiese‘). Der Name könnte aber auch eine Verballhornung des französischen L’Anse-aux-Méduses sein („Quallen-Bucht“).

## Geschichte
Menschen lebten spätestens seit 4000 v. Chr. in der Gegend um L’Anse aux Meadows. Man unterscheidet fünf bis sechs Gruppen, unter ihnen Angehörige der Inuit-Kultur, die oft als Dorset-Eskimos bezeichnet werden. Sie lebten zumindest im 8. Jahrhundert n. Chr. am Südende der Bucht, doch gibt es keine Hinweise darauf, dass sie bei der Ankunft der Europäer noch dort lebten.
Skandinavier, möglicherweise die Gruppe um Leif Eriksson, legten die Siedlung einige Jahre nach 1000 an. Bei jener Küstenregion könnte es sich um die in isländischen Sagas genannten Gegenden Markland oder Vinland gehandelt haben. Neuere Forschungen lokalisieren Markland dabei eher auf der Labrador-Halbinsel; auf Neufundland dürfte Vinland gelegen haben.
Die skandinavische Siedlung, die maximal etwa 100 Bewohner hatte, war wahrscheinlich nur wenige Jahre bewohnt. Darauf deuten auch die Isländersagas hin, die von Kämpfen mit Eingeborenen berichten. Ob es sich bei den Skrælingern um Indianer oder Inuit handelte, ist ungewiss. Die archäologischen Befunde sprechen ebenfalls für eine nur kurze Siedlungsperiode: In der Schmiede wurde nur wenig Schlacke gefunden. Dort schmiedete man nur einige Kilogramm Eisen. Dass man bei Ausgrabungen kaum Wertgegenstände und keine Waffen fand, spricht für einen geordneten Rückzug der Siedler und die Aufgabe des kleinen Ortes.
Aus europäischer Perspektive ist die Siedlung, die die einzige bisher entdeckte ihrer Art in Nordamerika darstellt, von größter Bedeutung: Sie beweist die lange strittige These, wonach die Entdeckung Amerikas durch europäische Seefahrer schon fast 500 Jahre vor Christoph Kolumbus stattfand. Jedoch blieben die skandinavischen Expeditionen im Unterschied zu den Fahrten des Kolumbus welthistorisch folgenlos.

## Ausgrabungen
Die Siedlung an der Epaves Bay wurde ab 1961 von Helge und Anne Stine Ingstad ausgegraben. Sie bestand aus elf Häusern und einer Schmiede, in der Raseneisen verarbeitet wurde, das kanadische Ureinwohner nicht kannten. Der Baustil der Häuser entsprach dem der zeitgenössischen Isländer und Grönländer, dem Grassodenhaus. Ein Rundhaus wird als Wohnstätte für Sklaven gedeutet. In den Häusern fanden sich wenige Artefakte, darunter eine bronzene Nadel und ein Spinnwirtel. Eine beinerne Nadel war möglicherweise eine Art Stricknadel. Auch ein Wetzstein zum Schärfen von Scheren und Klingen wurde bei diesen ersten Grabungen entdeckt.
Von 1973 bis 1976 setzte Parks Canada die Grabung fort. Schwerpunkt war nun das Torfmoor unterhalb der Siedlungsterrasse. Dort fand man in drei Schichten rund 2000 hölzerne Artefakte. In einer Schicht, die den Skandinaviern zugewiesen wurde, fanden sich Bearbeitungsabfälle, vermutlich von Schiffbauten, dazu eine Bodenbohle. Um die archäologischen Spuren nicht zu zerstören und künftiger Forschung offenzuhalten, wurde die Stätte wieder mit Sand und Torf abgedeckt.
Eine 2021 in Nature veröffentlichte Arbeit stellte fest, dass einige der in L’Anse aux Meadows durch die Skandinavier verbauten Bäume im Jahr 1021 gefällt worden waren. Diese präzise Datierung wurde durch die Kombination der C-14-Methode mit dendrochronologischen Auswertungen und der Berücksichtigung von Schwankungen der kosmischen Strahlung in den Jahren zuvor erreicht. Konkret konnte in den Baumringen der Sonnensturm des Jahres 993 lokalisiert werden, und von dem entsprechenden Jahresring aus schlossen sich bis zur Borke der Föhren noch genau 28 weitere Jahresringe an. Das Ergebnis passt zu den Ergebnissen früherer Untersuchungen. Die Studie kam weiter zu dem Ergebnis, dass die Wikinger die Siedlung nach maximal 13 Jahren wieder aufgegeben hätten.

## Weltkulturerbe
Aufgrund eines Beschlusses der zweiten Sitzung des Welterbekomitees im Jahr 1978 wurde der „Historische Nationalpark L’Anse aux Meadows“ (englisch L’Anse aux Meadows National Historic Park) zusammen mit dem Nahanni-Nationalpark als erste Welterbestätte Kanadas in die Liste des UNESCO-Welterbes eingetragen. Die Welterbestätte umfasste ursprünglich eine Land- und Seefläche von insgesamt 8.055,67 Hektar, die 2017 durch eine geringfügige Änderung der Grenzen auf 7.991 Hektar reduziert wurde. Im Jahr 2000 erfolgte die Umbenennung nach „Historische Nationalstätte L’Anse aux Meadows“ (englisch L’Anse aux Meadows National Historic Site).
In der Begründung für die Eintragung heißt es unter anderem:
Die Überreste entsprechen den Erzählungen in den Vinland-Sagas, die die Reisen von Leif Erikson und anderen nordischen Entdeckern dokumentieren, die sich von Island und Grönland aus über den Atlantischen Ozean nach Westen wagten, um neue Gebiete zu finden und zu erforschen – eine bedeutende Errungenschaft in der Geschichte der menschlichen Migration und Entdeckungen.
Die Eintragung erfolgte aufgrund des Kriteriums (vi).
(vi): L’Anse aux Meadows ist der erste und einzige bekannte Ort, der von Wikingern in Nordamerika gegründet wurde, und der früheste Beweis für eine europäische Besiedlung in der Neuen Welt. Als solcher ist er ein einzigartiger Meilenstein in der Geschichte der menschlichen Migration und Entdeckungen.

## Nationale historische Stätte
Seit dem 28. November 1968 gehört L’Anse aux Meadows zu den National Historic Sites of Canada, und 1978 erklärte die UNESCO die Siedlung zum Weltkulturerbe. Vorbedingung dafür war der Erhalt der archäologischen Stätte und der dort gemachten Funde in situ, also am Ort selbst. Zwei Häuser wurden nachgebaut und sind heute eine Touristenattraktion. Ein Besucherzentrum (Visitor Information Centre) bietet eine Einführung in die Geschichte der Stätte.
Parks Canada gibt an, dass im Haushaltsjahr 2019/2020 die Stätte von 3.606 Menschen besucht wurde.